# Anton Heinrich Pustkuchen
Anton Heinrich Pustkuchen   (Blomberg, 19 de febrer de 1761 - Detmold, 14 de juny de 1830) fou un compositor alemany del Barroc.
El 1790 fou nomenat cantor, organista de l'església d'Erlöser i mestre de música del seminari de la mateixa població (Detmold), càrrecs que desenvolupà fins a la seva mort. Publicà un llibre de cors, diverses composicions soltes i el tractat Auleitung wie Singechoere auf dem Laude zu bilden zind (Hannover, 1810).